# 1843年12月21日日食
1843年12月21日日食为一次在协调世界时1843年12月21日出現的日全食。該次日食食分為1.0165，食甚維持1分43秒。

## 概述
這次日食的食分是1.0165，全食維持1分43秒。

## 基本參數
- 類型：日全食
- 食甚資料：
  - 日期：1843年12月21日
  - 時間：5時3分26秒
  - 地點：8N 101E
  - 食分：1.0165
  - 日全食持續時間：1分43秒

## 文獻記錄
中國史書《清實錄》記載，「道光二十三年癸卯，十一月己巳朔，日食。」</ref>經後人推算，西元1843年12月21日中國時區下午13點49分，北京可見食分0.43。

## 外部連結
- NASA日食專頁（页面存档备份，存于）（英文）